# Динафталіт
Динафталіт (рос. динафталит, англ. dinaphtalit, нім. Binaphtalit n, Dinaphtalit n) — вибухова речовина, яка являє собою механічну суміш амонійної селітри і динітронафталіну; належить до ВР підвищеної водостійкості. Застосовується у патронованому вигляді при вибухових роботах у шахтах безпечних за газом і пилом, для руйнування гірської породи міцних і середньої міцності. 
ДИНАФТАЛІТ-200 — наполовину зерниста, ВР жовто-пісочного кольору, яка слабко злежується. Складається з 88% селітри (35% марки ЖВ і 53% кристалічної), 11% динітронафталіну і 0,4% парафіну. Застосовується у патронах діаметром 32 мм для висадження порід середньої міцності у підземних умовах. Має обмежене застосування.